# Wilhelm Aarstad
Wilhelm Aarstad (ngày 15 tháng 1 năm 1854 – ??) là một nhà chính trị gia Na Uy thuộc Đảng Tự do cánh tả.
Ông sinh ở Aarstad, Egersund với bố mẹ là nông dân. Ông là anh họ của Søren Tobias Årstad.